# Памятник Михаилу Лермонтову (Грозный)
Памятник Михаилу Юрьевичу Лермонтову — памятник русскому поэту, художнику и офицеру Михаилу Лермонтову в Грозном.

## Описание памятника
Памятник расположен на проспекте Мохаммеда Али (бывший проспект имени Сергея Кирова) в Грозном перед зданием Государственного русского драматического театра имени Михаила Лермонтова.
Михаил Лермонтов изображён сидящим на табурете в военной форме — в образе, в котором поэт служил на Северном Кавказе. На постаменте высечены строки из стихотворения Михаила Лермонтова, посвящённые Кавказу: «Как сладкую песню Отчизны моей, люблю я Кавказ!». Автор памятника — осетинский скульптор Николай Ходов.

## История памятника
В 1840 году в крепости Грозной, от которой ведёт свою историю город Грозный, Михаил Лермонтов проходил военную службу. В память об известном грозненце в июне 2012 года был установлен памятник. Бронзовую скульптуру передал в дар Чеченской Республике автор памятника Николай Ходов.
Торжественное открытие памятника состоялось 19 июня 2012 года. Церемонию открытия памятника возглавили Глава Чеченской Республики Рамзан Кадыров и Председатель Правительства Российской Федерации Дмитрий Медведев.